# Катастрофа Ан-2 под Серпуховом
Катастрофа Ан-2 под Серпуховом — крушение транспортного самолёта российской компании Авиалесоохрана в Московской области, с 3 членами экипажа и 2 пассажирами на борту, все 5 человек погибли.

## Обстоятельства катастрофы
Самолёт вылетел с аэродрома Большое Грызлово для проведения аэрофотосъемки. На борту находилось два члена экипажа, заказчик полёта и 2 оператора. Сразу после взлёта КВС доложил о неустойчивой работе двигателя, а затем о его отказе и через 3 минуты после взлёта принял решение на вынужденную посадку. При попытке её выполнения вне аэродрома самолёт задел провода ЛЭП, затем столкнулся с деревьями, упал на землю и загорелся.

## Описание предшествующих событий
27.06.08 в 05:00 экипаж прибыл на площадку «Большое Грызлово» для выполнения аэрофотосъемочных полётов.
В связи с отсутствием топлива для выполнения полёта, экипаж ожидал вылета на площадке, в комнате отдыха, в течение 6 часов. Экипаж, на основании утверждённого плана полёта, имея задание, готовился к выполнению аэрофотосъёмочных полётов по маршруту Большое Грызлово — Серпухов — Ступино — Починки — Егорьевск — Люберцы — Большое Грызлово.
В 11:00, не дождавшись прибытия заправочной машины, КВС и владелец ВС приняли решение заправить самолёт топливом из находящейся на площадке полиэтиленовой ёмкости с бензином Б91/115. Данная ёмкость принадлежала владельцу ВС.
Когда и откуда была доставлена на площадку эта ёмкость, установить не удалось. Где приобретался бензин, находящийся в ней, также выяснить не удалось.
По команде КВС, авиатехник, проверив паспорт на бензин, предоставленный владельцем ВС, взял пробу бензина через верхнюю горловину ёмкости при помощи шланга. При визуальном осмотре пробы ни у авиатехника, ни у КВС топливо претензий не вызывало. В связи с тем, что сливать топливо через верхнюю горловину было затруднительно, КВС и владелец ВС дали распоряжение оттащить ёмкость в сторону на 2-3 м и вырыть яму под нижним краном, для удобства заполнения 20-литровых канистр. После этого процесс заправки происходил по схеме: через нижний кран, при помощи шланга через воронку с мелкой сеткой заполнялась канистра, затем, через другую воронку с более мелкой сеткой бензин из канистры заливался в баки самолёта. Авиатехник заправлял правую группу баков, а второй пилот — левую.
В результате исследования проб топлива, взятых из данной ёмкости, было установлено наличие в топливе значительно повышенной концентрации «фактических смол», органических примесей и воды. Растворенные в топливе органические примеси и смолы не задерживаются фильтром в виде мелкой металлической сетки, а вода частично продавливается сквозь него.
Из объяснений авиатехника, выполнявшего оперативное техническое обслуживание самолёта, следует, что остаток топлива перед предполётной подготовкой ВС к вылету с площадки «Большое Грызлово» составлял 220 л. В процессе подготовки была проведена дозаправка ВС топливом в количестве 300 л. Общий запас топлива на борту составил 520 л (470 кг). С учётом расхода топлива при запуске, рулении, настройке аппаратуры аэрофотосъемки на взлёте количество топлива составило 450 л (405 кг). Взлётная масса ВС была 4635 кг, центровка 24,6 % САХ, что не выходило за ограничения РЛЭ.
По показаниям авиатехника, КВС присутствовал при сливе отстоя топлива (от момента окончания заправки прошло 15-20 мин) и убедился в его соответствии. Вместе с тем, результаты анализа отобранных проб топлива вызывают сомнение в данном утверждении. Наиболее вероятно, что отстой топлива не сливался, либо не был выдержан временной интервал, необходимый для отстоя топлива.
Запуск двигателя происходил под контролем авиатехника. По его показаниям, ни в процессе запуска, ни в процессе прогрева и руления на ВПП замечаний по работе двигателя не было.

## Описание развития аварийной ситуации
В 13:50 КВС произвел взлёт с площадки с МК взлёта 10° и доложил взлёт. После отворота на курс следования (в направлении на г. Серпухов) через три минуты после взлёта КВС попросил перейти на связь с ВДПП аэропорта Домодедово. Сразу же (РП не успел ответить) КВС доложил о неустойчивой работе двигателя, а затем о его отказе и принятом решении выполнить вынужденную посадку.
После проведенных исследований можно утверждать, что отказ двигателя был вызван некачественным топливом, заправленным перед последним полётом.
Выполнить посадку «прямо перед собой» было невозможно, так как полёт проходил над пересеченной местностью с лесными массивами и проводами ВЛЭП, высота полёта в тот момент была примерно 100—150 м, и КВС, наиболее вероятно, принял решение о вынужденной посадке на водную поверхность р. Ока.
Для выдерживания необходимой поступательной скорости в процессе выполнения посадки с отказавшим двигателем КВС применял закрылки, выпустив их на 40°. Из-за внезапности возникновения и скоротечности развития ситуации на первоначальном этапе КВС, вероятно, не успел перевести винт на большой шаг.
В развороте с потерей высоты самолёт задел предкрылком верхнего крыла левой полукоробки за верхний грозоотводный провод ВЛЭП. При движении провода вдоль передней кромки крыла он попал вразрез между внешней и внутренней частями предкрылка. Левый концевой предкрылок с носком крыла был срезан проводом, самолёт развернуло влево практически на 180°. После столкновения с препятствием самолёт потерял поступательную скорость и стал практически неуправляем. С высоты примерно 50—70 м, падая вертикально, самолёт столкнулся с землей.
Первоначальное столкновение с землёй произошло левой основной стойкой с незначительным сносом влево и небольшим левым креном. В результате удара левую стойку оторвало в местах крепления и отбросило вправо под фюзеляж за правую полукоробку крыла, на удаление 7 м от места крепления стойки. Затем произошло столкновение лопасти ВВ c землей и в результате удара — срыв двигателя с узлов крепления, левая бипланная стойка сломалась, левая полукоробка крыла сложилась. Законцовка нижнего левого крыла незначительно сместилась назад.
При ударе о землю произошёл взрыв топлива в центральном и корневом баке на правой полукоробке крыла.
Самолёт незначительно продвинулся по земле от места столкновения и, получив значительные повреждения, загорелся. Все люди, находившиеся на борту, погибли.

## Выводы комиссии, расследовавшей АП
Расследованием установлено, что катастрофа произошла в результате столкновения самолёта с линией электропередач при выполнении вынужденной посадки с отказавшим двигателем на площадку, подобранную с воздуха, что явилось следствием сочетания следующих факторов:
- заправки самолёта некачественным топливом перед последним вылетом;
- отсутствием контроля качества топлива при его хранении, транспортировке и заправке;
- неудовлетворительного контроля за безопасностью полётов со стороны командно-руководящего и инспекторского состава авиапредприятия при эксплуатации авиационной техники в отрыве от мест базирования.

## Сведения о воздушном судне и экипаже
| Тип ВС                        | Ан-2 |
| ----------------------------- | --- |
| Регистрационный номер (id) ВС | RA-01132 |
| Государство регистрации ВС    | Россия |
| Дата выпуска ВС               | 1990 |
| Заводской номер ВС            | 1G238-60 |
| Экипаж                        | КВС К. К. Антащук второй пилот Абу Мишаал Марэе операторы аэрофотосъемки ООО"Геокосмос-ГИС" А. В. Ревтов, И. О. Вишняков |